# Aïzóon

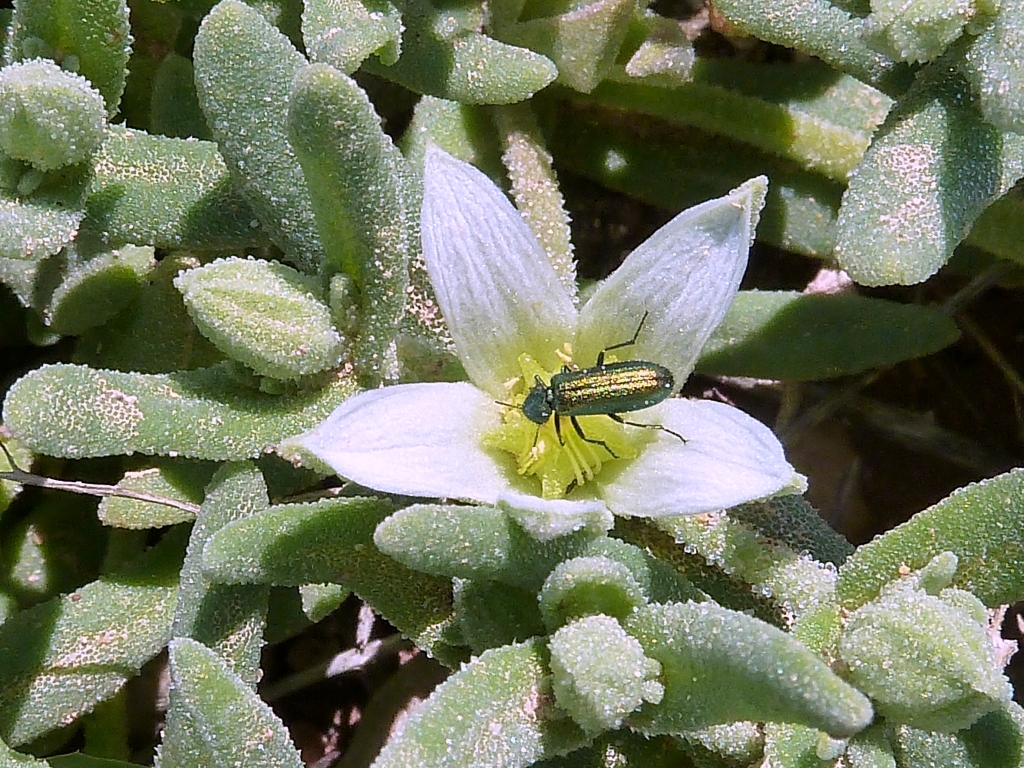
Detall d'una flor amb tèpals estams i gineceu

L'aïzóon (Aizoon hispanicum), és una espècie de planta dins la família de les aïzoàcies. Hi dues variants lingüístiques del nom comú, aguasul i gazul.
És una planta herbàcia anual de 5-20 cm, amb fulles sense pecíol, papil·loses i suculentes. Les flors són solitàries blanques i sense pètals, amb tèpals acrescents de 3-15 mm groguencs a l'interior i verds a l'exterior. El fruit és una càpsula.
A.hispanicum és una planta nativa probablement de les Illes Canàries. S'estén per la conca mediterrània meridional i oriental, incloent-hi els Països Catalans.

## Taxonomia
És el basiònim d'Aizoanthemum hispanicum (L.) H.E.K.Hartmann, Illustr. Handb. Succ. Pl.: Aizoaceae A-E (ed. H.E.K.Hartmann) 29 (2002 publ. 2001)